# Caroline Flint

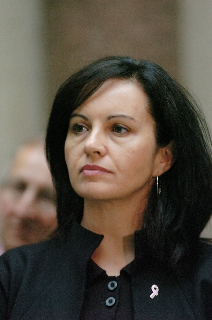
Caroline Flint

Caroline Louise Flint (* 20. September 1961 in Twickenham, England) ist eine britische Politikerin der Labour Party, die von 1997 bis 2019 den Wahlkreis Don Valley im House of Commons vertrat und mehrere Regierungsämter bekleidete.

## Leben

### Studium und berufliche Tätigkeiten
Nach dem Besuch der Twickenham Girls School studierte Caroline Flint am Richmond Tertiary College sowie Amerikanische Literatur, Geschichte und Filmwissenschaften an der University of East Anglia. Nachdem sie das Studium mit Auszeichnung mit einem Bachelor of Arts (B.A. Hons.) abgeschlossen hatte, war sie von 1984 bis 1985 als Managementtrainee und anschließend bis 1987 als politische Mitarbeiterin bei der Bildungsbehörde von Zentral-London (Inner London Education Authority) beschäftigt.
Bereits während des Studiums begann Flint, die 1978 als Mitglied der Labour Party beitrat, ihre politische Laufbahn und war zwischen 1983 und 1985 Nationale Frauenbeauftragte des Studentenverbandes Labour Students und zeitgleich von 1984 bis 1985 Exekutivmitglied des Koordinierungskomitees ihrer Partei. Nachdem sie zwischen 1988 und 1989 Leiterin der Frauensektion beim Nationalen Studentenverband Großbritanniens (National Union of Students) war, wurde sie Mitarbeiterin für Gleichstellungsfragen beim Rat des London Borough of Lambeth und dann von 1991 bis 1994 für Wohlfahrt und Mitarbeiterentwicklung.
Während dieser Zeit war sie von 1991 bis 1995 Vorsitzende der Labour Party im Wahlkreis Brentford and Isleworth und Delegierte beim Generalkongress der Partei sowie von 1994 bis 1997 Referent beim Nationalen Politikforum der Partei. 1991 wurde sie auch Forschungsmitarbeiterin bei der General, Municipal, Boilermakers and Allied Trade Union (GMB), eine der größten britischen Gewerkschaften, sowie von 1995 bis 2000 Mitherausgeberin der Partei-Zeitschrift Renewal.

### Unterhausabgeordnete und Regierungsämter
Bei den Unterhauswahlen vom 1. Mai 1997 wurde Caroline Flint als Kandidatin der Labour Party erstmals als Mitglied in das House of Commons gewählt und vertritt dort seither den Wahlkreis Don Valley.
Zu Beginn ihrer Parlamentszugehörigkeit war sie von 1997 bis 1999 Mitglied des Unterhausausschusses für Bildung und Beschäftigung sowie des Unterausschusses für Bildung, ehe sie zwischen 1999 und 2001 Parlamentarische Privatsekretärin bei den Staatsministern im Foreign and Commonwealth Office war. 2001 wurde sie Parlamentarische Privatsekretärin von Peter Hain, der zunächst Staatsminister im Handels- und Industrieministerium und dann von 2001 bis 2002 im Ministerium für Auswärtiges und Commonwealth-Angelegenheiten war.
Im Anschluss wurde sie Parlamentarische Privatsekretärin von John Reid, der von 2002 bis 2003 Minister ohne Geschäftsbereich und geschäftsführender Labour-Vorsitzender und dann 2003 Führer des Unterhauses und Lordpräsident des Rates (Lord President of the Council) war.
Im Juni 2003 übernahm sie erstmals ein Amt als sogenannte „Juniorministerin“ mit der Ernennung zur Parlamentarischen Unterstaatssekretärin im Innenministerium, dem Home Office, in dem sie für die Reduzierung der Organisierten und Internationalen Kriminalität, Anti-Drogen-Koordination sowie europäische und internationale Angelegenheiten zuständig war. Im Mai 2005 wechselte sie als Parlamentarische Unterstaatssekretärin in das Gesundheitsministerium und wurde dort im Mai 2006 zu Staatsministerin ernannt, wobei sie jeweils für die öffentliche Gesundheit zuständig war.
Im Juni 2007 wurde sie Staatsministerin im Ministerium für Arbeit und Pensionen und war dort bis Januar 2008 sowohl für Beschäftigung und Wohlfahrtsreform zuständig als auch zuständige Ministerin für Yorkshire und den Humber.
Am 25. Januar 2008 wurde sie Staatsministerin für Wohnungsbau im Ministerium für Gemeinden und Kommunalverwaltung und hatte als solche bis Oktober 2008 Kabinettsrang während der Amtszeit von Premierminister Gordon Brown. Zuletzt war sie während der von Brown geführten Labour-Regierung von Oktober 2008 bis Juni 2009 Staatsministerin für Europa im Foreign and Commonwealth Office.
Caroline Flint, die seit 1997 auch Mitglied der Interparlamentarischen Union sowie der Britisch-Amerikanischen Parlamentariergruppe ist, war zwischen 2001 und 2005 Mitglied des Unterhausausschusses für Verwaltung und arbeitete 2003 in einer Arbeitsgruppe zur Modernisierung des House of Commons mit. Darüber hinaus gehört sie dem Gewerkschaftsflügel ihrer Fraktion an und ist Mitglied der Fabian Society.

### Mitglied des Schattenkabinetts
Bei den Unterhauswahlen vom 6. Mai 2010 konnte sie mit 37,9 Prozent der Wählerstimmen zwar ihr Mandat im Unterhaus gegenüber ihrem konservativen Herausforderer behaupten, büßte aber im Vergleich zur vorherigen Unterhauswahl 2005 14,8 Prozentpunkte sowie 2946 Wählerstimmen ein. Die Labour Partei verlor ihre Regierungsmehrheit und Flint wurde vom neuen Parteivorsitzenden Ed Miliband in das Schattenkabinett der Partei berufen, wo sie zwischen 2010 und 2011 zunächst „Schattenministerin“ für Gemeinden und Kommunalverwaltung und seit 2011 „Schattenministerin“ für Energie und Klimawandel war.
Im Jahr 2015 verteidigte sie ihren Wahlkreis – trotz der erneuten Niederlage der Labourpartei – erneut und kandidierte im Anschluss für den Parteivorsitz, unterlag jedoch Jeremy Corbyn und wurde lediglich dritte. 2016 unterstützte sie die Remain-Kampagne beim EU-Mitgliedschaftsreferendum im Vereinigten Königreich; die Mehrheit in ihrem Wahlkreis stimmte dagegen für einen Brexit. Zudem unterstützte Flint die gescheiterte Initiative der Labour-Parlamentsfraktion, Corbyn abzuwählen. Im Zuge des andauernden Ringens im Unterhaus um den Austritts Großbritannien aus der EU distanzierte sich Flint zunehmend von der offiziellen Parteilinie, da die Mehrheit in ihrem Wahlkreis für einen Brexit gestimmt hatte. Sie zeigte sich offen, Premierminister Boris Johnsons Versuche im Unterhaus zu unterstützen, einen Gesetzesentwurf bezüglich eines Austritts zu verabschieden und widersetzte sich im Oktober 2019 den Whips ihrer Partei, als sie gegen eine eingebrachte Änderung des Gesetzesentwurfs der Regierung stimmte.
Nach 22 Jahren im Unterhaus verlor Flint ihren Sitz bei der Unterhauswahl 2019 gegen den konservativen Kandidaten. Im Anschluss gab sie Jeremy Corbyn dafür und für die Niederlage der Labourpartei insgesamt eine deutliche Mitschuld. Weiterhin äußerte sie, dass Labour künftig nicht mehr eine Partei sein dürfe, deren führendes Spitzenpersonal nur aus London und Umgebung rekrutiert wird.